# Buskpiplärka
Buskpiplärka (Anthus caffer) är en afrikansk fågel i familjen ärlor inom ordningen tättingar.

## Utseende och läte
Buskpiplärkan är en liten och satt piplärka med tydligt ögonbrynsstreck. Karakteristiskt är också avsaknad av vingband och diffusa streck på bröstet som inte når flankerna. De gnissliga och sträva lätena kan bara förväxlas med kortstjärtad piplärka, men denna har just kortare stjärt, men även kortare näbb. Den är även mer kraftigt streckad både ovan och under, ända till flankerna.

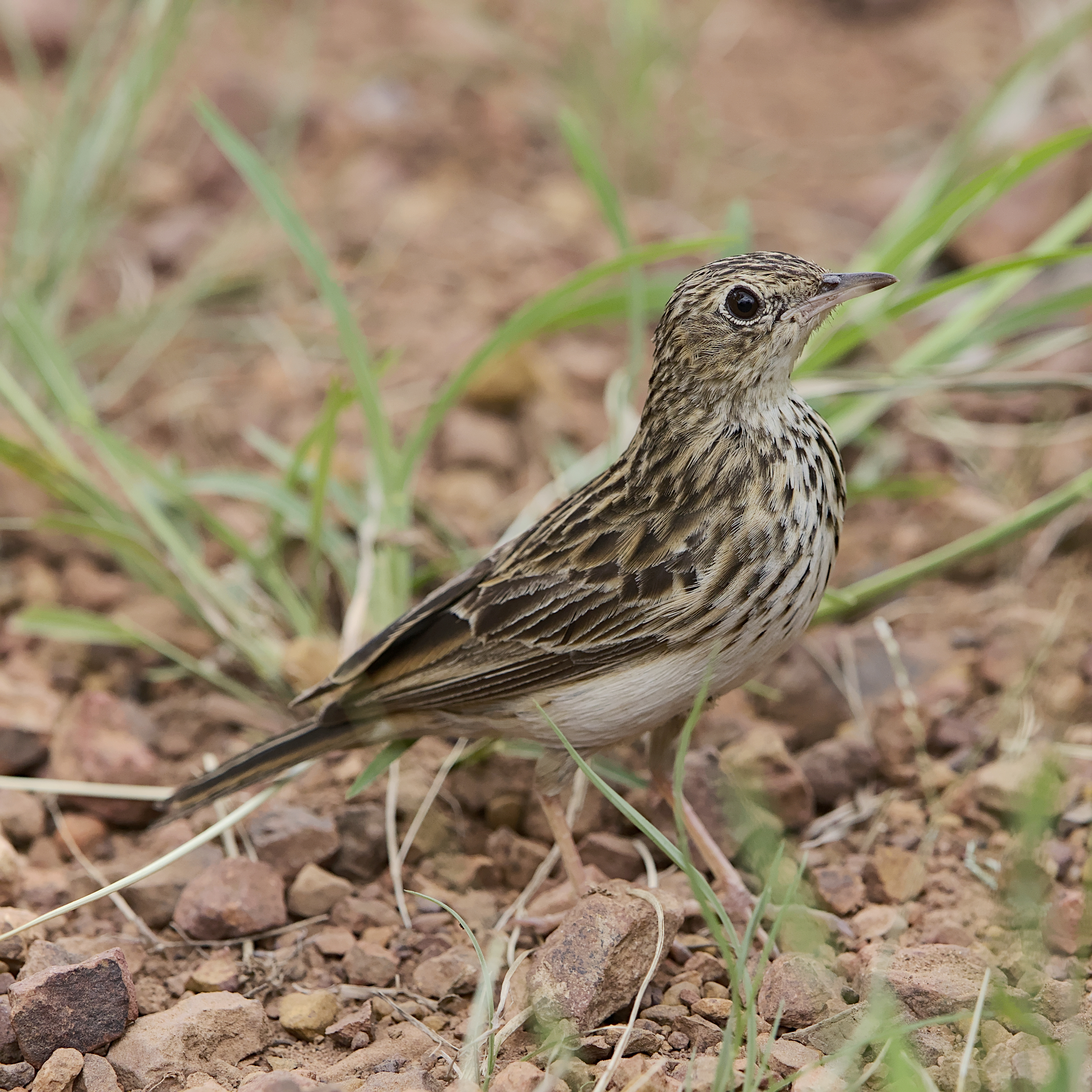

## Utbredning och systematik
Buskpiplärkan delas in i fem underarter med följande utbredning:
- Anthus caffer australoabyssinicus – förekommer i högländerna längst ner i södra Etiopien.
- Anthus caffer blayneyi – förekommer i högländerna i Kenya och Tanzania.
- Anthus caffer mzimbaensis – förekommer från norra Zambia till nordöstra Botswana, Zimbabweplatån och västra Malawi.
- Anthus caffer caffer – förekommer från sydöstra Botswana till sydvästra Zimbabwe, Transvaal, västra Swaziland, norra KwaZulu-Natal.
- Anthus caffer traylori – förekommer i nordöstra Sydafrika (östra Limpopoprovinsen och nordöstra KwaZulu-Natal), östra Swaziland och sydligaste Moçambique

## Levnadssätt
Buskpiplärkan påträffas i par i öppen savann med spridda träd och exponerade områden, framför allt i gräsrika eller klippiga miljöer.

## Status och hot
Arten har ett stort utbredningsområde och en stor population med stabil utveckling och tros inte vara utsatt för något substantiellt hot. Utifrån dessa kriterier kategoriserar internationella naturvårdsunionen IUCN arten som livskraftig (LC). Världspopulationen har inte uppskattats men den beskrivs som generellt ovanlig och lokalt förekommande, dock ej ovanlig i Angola.